# Dichos de los Santos Padres
Los Dichos de los Santos Padres (1327-28) es la única obra que se conoce de Pero López de Baeza, miembro de la Orden de Santiago. El texto fue escrito, según confiesa el propio autor en el prólogo,

[...] porque la noble e honrada cavallería de la horden de Santiago (...) brevemente puedan leer esta pequeña escriptura, por que puedan segund Dios e su horden bevir honradamente e salvar sus tiempos.

En realidad, se trata de una adaptación de Flores de filosofía en la que se incluyen glosas y varios sermones morales y predicaciones cristianas.
El texto se compone de treinta y tres capítulos; el diecesiete refuerza su carácter axial al ser resumen de lo expuesto y avance de la nueva temática que se va a tratar.